# 高木優佳
高木 優佳（たかぎ ゆか、8月6日 - ）は、日本の女性声優。

## 出演
1988年
- ひみつのアッコちゃん（港中の町子）

1989年
- 悪魔くん（1989年 - 1990年、貧太）

1990年
- 魔法使いサリー（1989年版）（吉田）
- もーれつア太郎（小吉）

1998年
- 花さか天使テンテンくん（カー公、カラス）

### 劇場アニメ
- 悪魔くん（1989年、貧太）